# Saint-Luc, Eure
Saint-Luc är en kommun i departementet Eure i regionen Normandie i norra Frankrike. Kommunen ligger i kantonen Évreux-Sud som tillhör arrondissementet Évreux. År 2022 hade Saint-Luc 244 invånare.

## Befolkningsutveckling
Antalet invånare i kommunen Saint-Luc
Referens:INSEE